# Акунья, Франсиско
Франсиско Хавьер Акунья Виктор (исп. Francisco Javier Acuña Víctor; род. 19 января 1988, Сонора) — мексиканский футболист, полузащитник клуба «Симарронес де Сонора».

## Клубная карьера
Акунья — воспитанник клуба УАНЛ Тигрес. 6 ноября 2008 года в матче против «Монтеррея» он дебютировал в мексиканской Примере. В этом же поединке Франсиско забил свой первый гол за УАНЛ Тигрес. В 2011 году он помог клубу выиграть чемпионат. Летом 2012 года для получения игровой практики Акунья был арендован клубом «Сан-Луис». 30 сентября в матче против своего предыдущего клуба он дебютировал за новую команду. В 2013 году Франсиско на правах аренды перешёл в «Атланте», но так и не вышел на поле.
В начале 2014 года Акунья был арендован «Монаркас Морелия». 9 февраля в матче против Атласа он дебютировал за новый клуб. Летом того же года Акунья перешёл на правах аренды в «Пуэблу». 31 августа в матче против «Монаркас Морелия» он дебютировал за новую команду. В этом же поединке Франсиско забил свой первый гол за «Пуэблу».
Летом 2015 года Акунья на правах арены присоединился к Лобос БУАП. 19 сентября в матче против «Селаи» он дебютировал за новую команду. 17 января 2016 года в поединке против «Атлетико Сан-Луис» Франсиско забил свой первый гол за Лобос БУАП. В начале 2017 года Акунья на правах свободного агента вернулся в «Пуэблу».
30 марта 2020 года Акунья подписал контракт в новообразованным клубом Канадской премьер-лиги «Атлетико Оттава» на сезон 2020. 15 августа он участвовал в дебютном матче «Оттавы» в лиге, против «Йорк 9». 23 августа в матче против «Эдмонтона» он забил свои первые голы за «Оттаву», оформив дубль.

## Достижения
Клубные
 УАНЛ Тигрес
- Чемпион Мексики — Апертура 2011